# 杨家坪街道
29°30′29″N 106°30′29″E / 29.508°N 106.508°E
杨家坪街道是中国重庆市九龙坡区下辖的一个街道办事处，九龙坡区政府驻地。幅员面积3.1平方千米，拥有杨家坪步行商业区和重庆理工大学、重庆科技学院、重庆工业高等专科学校等高等院校，重庆铁马重工股份有限公司、重庆空压设备股份有限公司等国有大型企业。

## 行政区划
杨家坪街道辖12个社区。
- 社区：西郊二居委会、西郊三居委会、新胜居委会、兴胜路居委会、团结路居委会、前进路居委会、新华一居委会、新华二居委会、新华三居委会、杨渡居委会、天宝路居委会、天兴路居委会